# Abele Mancini

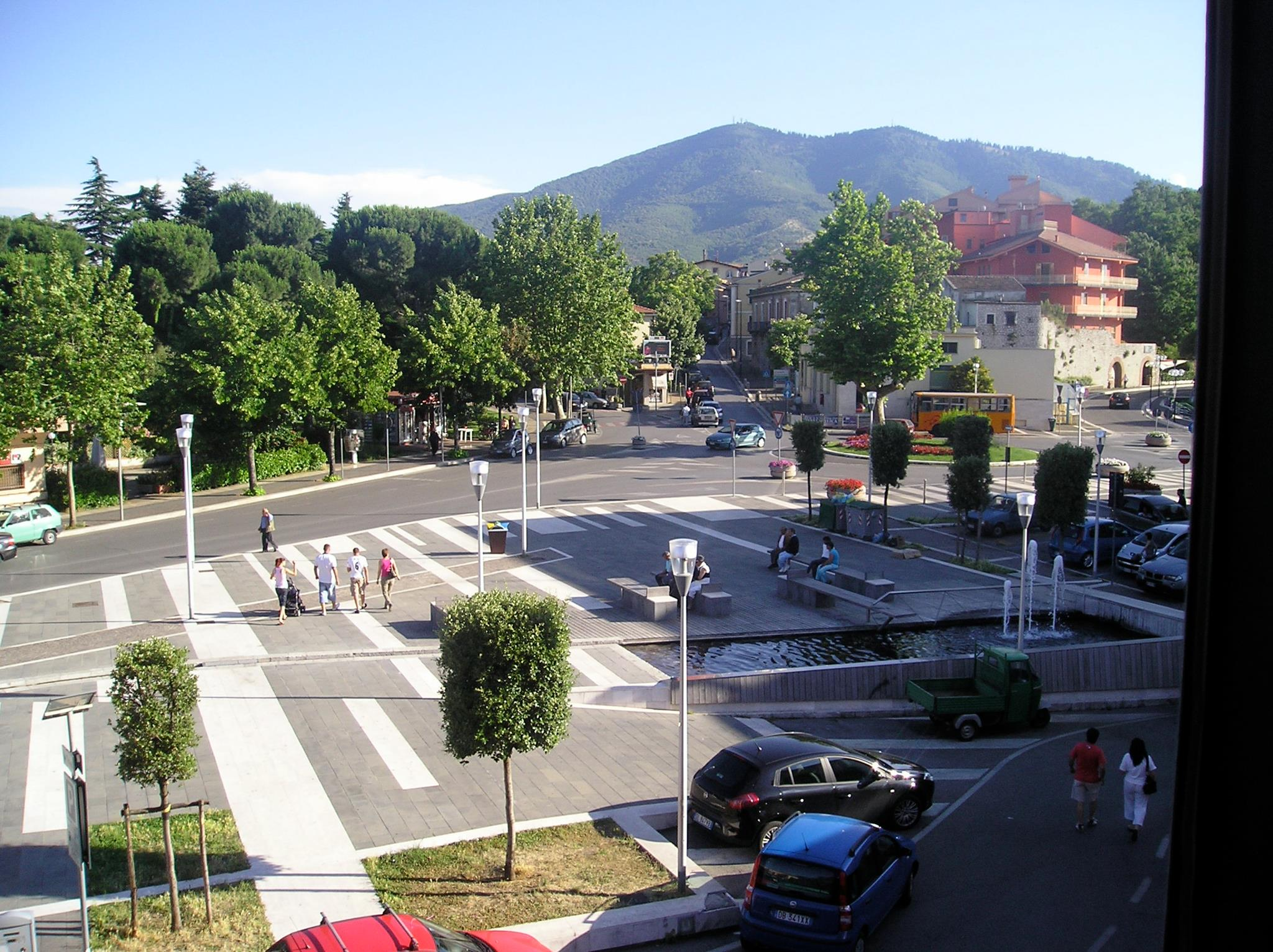
La piazza intotolatagli a Melfi

Abele Mancini (Melfi, 14 agosto 1846 – Melfi, 29 luglio 1899) è stato uno storico e poeta italiano.

## Biografia
Nato da Giuseppe e da Maria Vincenza Mandile, iniziò gli studi presso il seminario di Melfi, ma li interruppe giovanissimo nel settembre del 1860, per partecipare ai moti risorgimentali. Si dedicò alla ricerca storica, in particolare di Melfi e del circondario del Vulture e fu autore di alcune poesie. 
Ebbe forti legami con Giustino Fortunato e i suoi scritti furono apprezzati da Matilde Serao. 

## Opere fondamentali
- Della critica storica, Firenze, Tip. Galileiana (1878)
- Ricordi, studi e pensieri, Roma, Bertero (1894)
- Capitula et statuta bagulationis civitatis Melphis, Venosa, Cogliati (1896)
- Il canto di Roma, Roma, Artero (1901)